# Filippo Batacchioli

De jure maritimo tractatus, 1773 (Fondazione Mansutti, Milano).

Filippo Batacchioli (fl. XVIII secolo) è stato un giurista italiano.

## Biografia
Batacchioli è celebre per il suo Tractatus de jure maritimo, scritto come tesi di laurea a conclusione degli studi di giurisprudenza all'Università di Pisa. L'opera è dedicata al rettore, Antonio Mormorai, già uditore dei benefici ecclesiastici e segretario del Regio Diritto del Granducato di Toscana. Il volume tratta la Lex rhodia de jactu e si conclude con un capitolo sul contratto di assicurazione, con diversi riferimenti a Sigismondo Scaccia, Giovanni Battista De Luca, Giuseppe Lorenzo Maria Casaregi e Benvenuto Stracca. Una copia dell'opera è conservata presso la Fondazione Mansutti di Milano.